# Velîkokozîrșciîna, Mahdalînivka
Velîkokozîrșciîna (în ucraineană Великокозирщина) este un sat în comuna Lîcikove din raionul Mahdalînivka, regiunea Dnipropetrovsk, Ucraina.

## Demografie
Componența lingvistică a localității Velîkokozîrșciîna
     Ucraineană (94,57%)
     Rusă (5,43%)
Conform recensământului din 2001, majoritatea populației localității Velîkokozîrșciîna era vorbitoare de ucraineană (94,57%), existând în minoritate și vorbitori de rusă (5,43%).